# Martin Kove
Martin Kove (New York, 6 marzo 1947) è un attore e artista marziale statunitense che ha recitato sia in lungometraggi che in serie televisive.

## Biografia
Kove nasce a Brooklyn ed è cresciuto con un'educazione ebraica. Studiò Taekwondo sotto l'importante maestro sudcoreano cintura nera Ho-Ra Jen. Si è sposato nel 1981 con Vivienne Kove e nel 1990 ha avuto due gemelli, Jesse e Rachel.

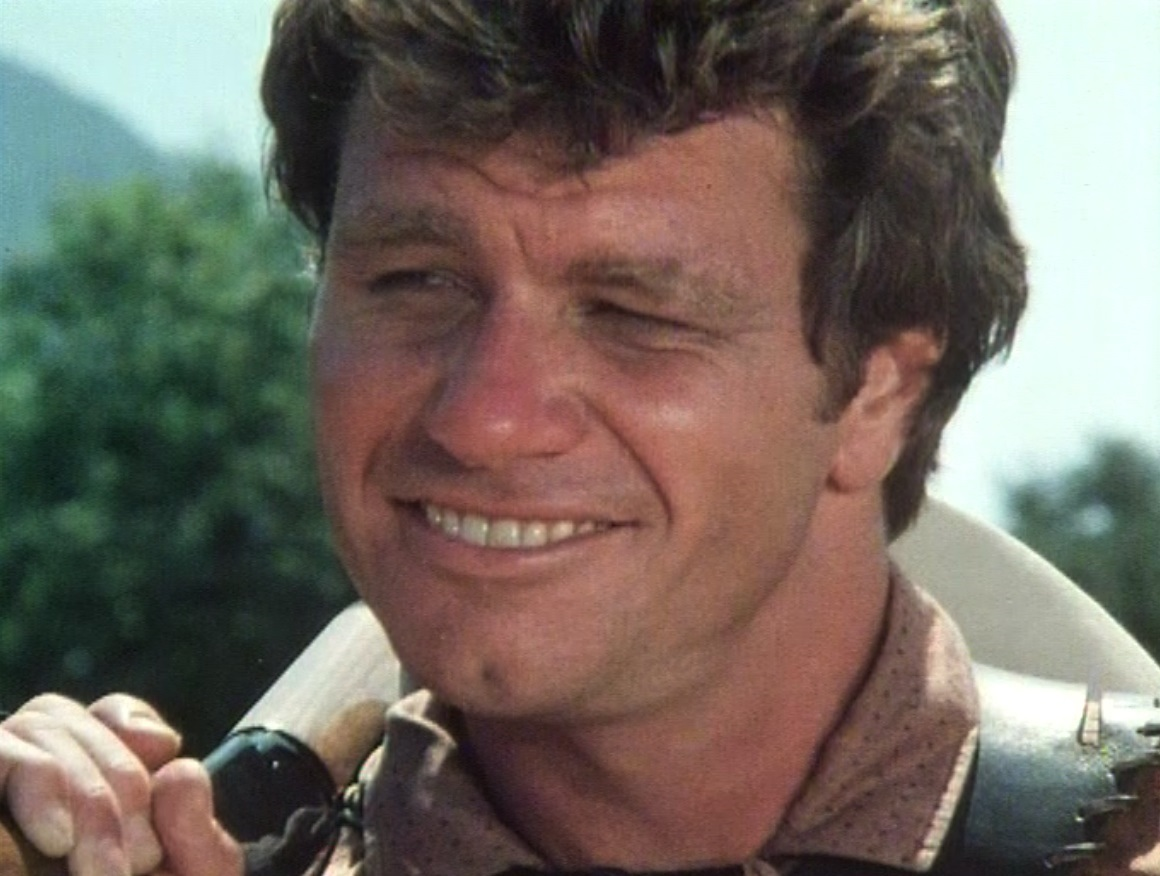
The Optimist (1983)

È conosciuto soprattutto per il ruolo del detective Victor Isbecky che ha interpretato nella serie televisiva Cagney & Lacey; notevole è forse ancor più il ruolo del Sensei John Kreese nella trilogia Karate Kid (Karate Kid, Karate Kid II e Karate Kid III) e nella serie TV Cobra Kai. Nel 1985 Kove interpretò il ruolo di Ericson, lo sleale pilota di elicottero in Rambo 2 - La vendetta. Kove recitò nel ruolo di George Baker nella breve serie televisiva Codice R (1977), su un servizio di soccorso (antincendio, polizia e salvataggio in mare) nelle Channel Islands, in California, assieme a James Houghton, Tom Simcox e Joan Freeman.
Partecipò anche a Benvenuto sulla Terra e come guest star in numerosi programmi televisivi come Gunsmoke, Kojak, L'incredibile Hulk, Hercules, Le strade di San Francisco, La signora in giallo e Black Scorpion. Nel 2007 apparve nel video musicale della canzone Sweep the Leg, dei No More Kings in una parodia del suo personaggio in Karate Kid. Dal 2018 in poi entra a far parte del cast della serie TV Cobra Kai, sequel/spin-off della saga di Karate Kid, riprendendo ad interpretare il ruolo del terribile John Kreese, come guest star nella prima stagione e come regolare dalla seconda in poi.

## Filmografia parziale

### Cinema
- Piccoli omicidi (Little Murders), regia di Alan Arkin (1971)
- Women in Revolt, regia di Paul Morrissey (1971)
- L'ultima casa a sinistra (The Last House on the Left), regia di Wes Craven (1972)
- Selvaggi (Savages), regia di James Ivory (1972)
- Se ci provi... io ci sto! (Cops and Robbers), regia di Aram Avakian (1973)
- Party selvaggio (The Wild Party), regia di James Ivory (1975)
- Quella sporca ultima notte (Capone), regia di Steve Carver (1975)
- Chicago anni '30 via col piombo! (The Four Deuces), regia di William H. Bushnell (1975)
- Violenza sull'autostrada (White Line Fever), regia di Jonathan Kaplan (1975)
- Anno 2000 - La corsa della morte (Death Race 2000), regia di Paul Bartel (1975)
- Sfida a White Buffalo (The White Buffalo), regia di J. Lee Thompson (1977)
- Sette uomini da uccidere (Seven), regia di Andy Sidaris (1979)
- Per vincere domani - The Karate Kid (The Karate Kid), regia di John G. Avildsen (1984)
- Rambo 2 - La vendetta (Rambo: First Blood Part II), regia di George Pan Cosmatos (1985)
- Karate Kid II - La storia continua... (The Karate Kid, Part II), regia di John G. Avildsen (1986)
- Steele Justice, regia di Robert Boris (1987)
- Karate Kid III - La sfida finale (The Karate Kid, Part III), regia di John G. Avildsen (1989)
- Shadowchaser - Programmato per uccidere (Shadowchaser), regia di John Eyres (1992)
- Shootfighter - Scontro mortale (Shootfighter: Fight to the Death), regia di Patrick Allen (1993)
- Wyatt Earp, regia di Lawrence Kasdan (1994)
- La pecora nera (Black Sheep), regia di Penelope Spheeris (1996)
- Time Lock, regia di Robert Munic (1996)
- Testimone pericoloso (Nowhere Land), regia di Rupert Hitzig (2000)
- Crocodile 2: Death Swamp, regia di Gary Jones (2002)
- Curse of the Forty-Niner, regia di John Carl Buechler (2003)
- Barbarian, regia di John O'Halloran (2003)
- Glass Trap - Formiche assassine (Glass Trap), regia di Fred Olen Ray (2004)
- Seven Mummies, regia di Nick Quested (2006)
- Lost Warrior: Left Behind , regia di Erken Ialgashev (2008)
- The Dead Sleep Easy, regia di Lee Demarbre (2008)
- Bare Knuckles, regia di Eric Etebari (2013)
- The Extendables, regia di Brian Thompson (2014)
- C'era una volta a... Hollywood (Once Upon a Time in... Hollywood), regia di Quentin Tarantino (2019)

### Televisione
- Gunsmoke – serie TV, episodio 20x10 (1974)
- Switch – serie TV, episodio 1x05 (1975)
- Three for the Road – serie TV, 1 episodio (1975)
- Kojak – serie TV, episodio 4x03 (1976)
- Le strade di San Francisco (The Streets of San Francisco) – serie TV, episodio 5x04 (1976)
- Agenzia Rockford (The Rockford Files) – serie TV, episodio 3x22 (1977)
- Charlie's Angels – serie TV, episodio 2x14 (1977)
- Codice R (Code R) – serie TV, 12 episodi (1977)
- The San Pedro Beach Bums – serie TV, 1 episodio (1977)
- We've Got Each Other – serie TV, 5 episodi (1977-1978)
- Barnaby Jones – serie TV, 2 episodi (1978-1979)
- L'incredibile Hulk (The Incredible Hulk) – serie TV, episodio 1x03 (1978)
- CHiPs – serie TV, 2 episodi (1979)
- Quincy (Quincy M.E.) – serie TV, episodio 4x22 (1979)
- Starsky & Hutch – serie TV, episodio 4x15 (1979)
- Ai confini della notte (The Edge of Night) – serie TV, 16 episodi (1980-1981)
- Il villaggio maledetto (Cry for the Strangers), regia di Peter Medak – film TV (1982)
- New York New York (Cagney & Lacey) – serie TV, 125 episodi (1982-1988)
- The Optimist – serie TV, 1 episodio (1983)
- Ai confini della realtà (The Twilight Zone) – serie TV, episodio 1x25 (1985)
- La signora in giallo (Murder, She Wrote) – serie TV, episodio 1x19 (1985)
- Benvenuto sulla Terra (Hard Time on Planet Earth) – serie TV, 13 episodi (1989)
- Kung Fu: la leggenda continua (Kung Fu: The Legend Continues) – serie TV, 2 episodi (1993-1994)
- Renegade – serie TV, 2 episodi (1993)
- New York New York (Cagney & Lacey: The Return), regia di James Frawley – film TV (1994)
- Hercules (Hercules: The Legendary Journeys) – serie TV, episodio 2x07 (1995)
- Walker Texas Ranger – serie TV, episodio 3x22 (1995)
- Assalto all'isola del Diavolo (Assault on Devil's Island), regia di Jon Cassar – film TV (1997)
- Un detective in corsia (Diagnosis Murder) – serie TV, 3 episodi (1998-1999)
- Assalto alla montagna della morte (Shadow Warriors II: Hunt for the Death Mountain), regia di Jon Cassar – film TV (1999)
- Black Scorpion – serie TV, 1 episodio (2001)
- Under Heavy Fire (Going Back), regia di Sidney J. Furie - film TV (2001)
- Barbarian, regia di Henry Crum – film TV (2003)
- Hard Ground, regia di Frank Q. Dobbs – film TV (2003)
- War Wolves, regia di Michael Worth – film TV (2009)
- Tosh.0 – serie TV, 1 episodio (2011)
- Our Wild Hearts, regia di Rick Schroder – film TV (2013)
- Criminal Minds – serie TV, episodio 10x15 (2015)
- The Goldbergs – serie TV, episodio 4x16 (2017) - cameo
- Cobra Kai – serie TV, 42 episodi (2018-2022)

## Doppiatori italiani
Nelle versioni in italiano delle opere in cui ha recitato, Martin Kove è stato doppiato da:
- Claudio Fattoretto in Karate Kid II - La storia continua.., Karate Kid III - La sfida finale
- Luciano Marchitiello in New York New York (st. 7), Final Equinox
- Manlio De Angelis in L'ultima casa a sinistra
- Angelo Nicotra in Starsky & Hutch
- Oliviero Dinelli in New York New York (st. 1-6)
- Piero Tiberi in Per vincere domani - The Karate Kid
- Michele Gammino in Rambo 2 - La vendetta
- Vittorio Guerrieri ne La signora in giallo
- Massimo Corvo in Benvenuti sulla Terra
- Saverio Moriones in Assalto alla montagna della morte
- Raffaele Palmieri in The Veteran
- Carlo Valli in Criminal Minds
- Giorgio Bonino in Cobra Kai
- Gaetano Lizzio in C'era una volta a... Hollywood